# Séisme de 1968 en Illinois
Le Séisme de 1968 à Illinois (anglais : 1968 Illinois earthquake) est un tremblement de terre qui s'est produit dans l'Illinois, aux États-Unis, le 9 novembre 1968. La magnitude était de 5,4. Ce fut le plus grand tremblement de terre de l'histoire de l'Illinois.